# Taxandriamuseum
Het Taxandriamuseum is een historisch en oudheidkundig museum in Turnhout.
In het museum maakt men kennis met het verleden van Turnhout en de regio en zijn er voorwerpen en documenten te zien uit het dagelijkse leven van de Antwerpse Kempen. Naast de vaste collectie zijn er ook regelmatig tijdelijke tentoonstellingen.
Het initiatief om een verzameling van Kempense voorwerpen aan te leggen, werd vanaf 1903 genomen door Taxandria, Geschied- en Oudheidkundige Kring van de Antwerpse Kempen. Het museum was eerst gevestigd in het kasteel van Turnhout maar verhuisde in 1913 naar een nieuw museumgebouw in de Mermansstraat. Sinds 1996 is het gevestigd in het prachtige "Huis metten thoren" (16e eeuw) in de Begijnenstraat, na het kasteel de oudste nog bestaande burgerwoning van de stad.
De rijke verzameling werd in 1931 geschonken aan de stad. Sinds 2004 maakt het Taxandriamuseum deel uit van de stedelijke dienst TRAM41 (Turnhoutse Route voor Archief en Musea), dat ook het Nationaal Museum van de Speelkaart, het Begijnhofmuseum en het Stadsarchief Turnhout omvat.

## Afbeeldingen

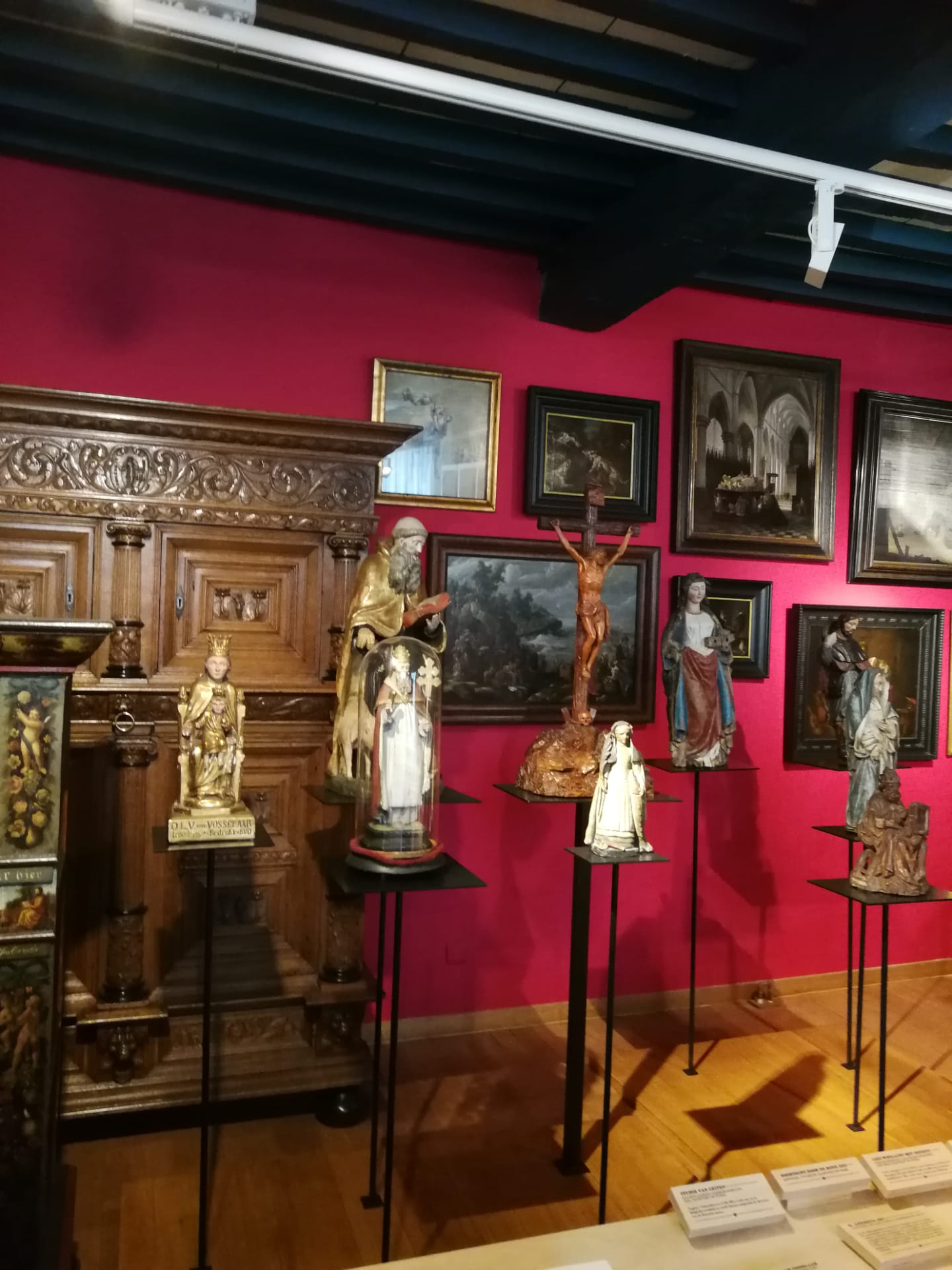
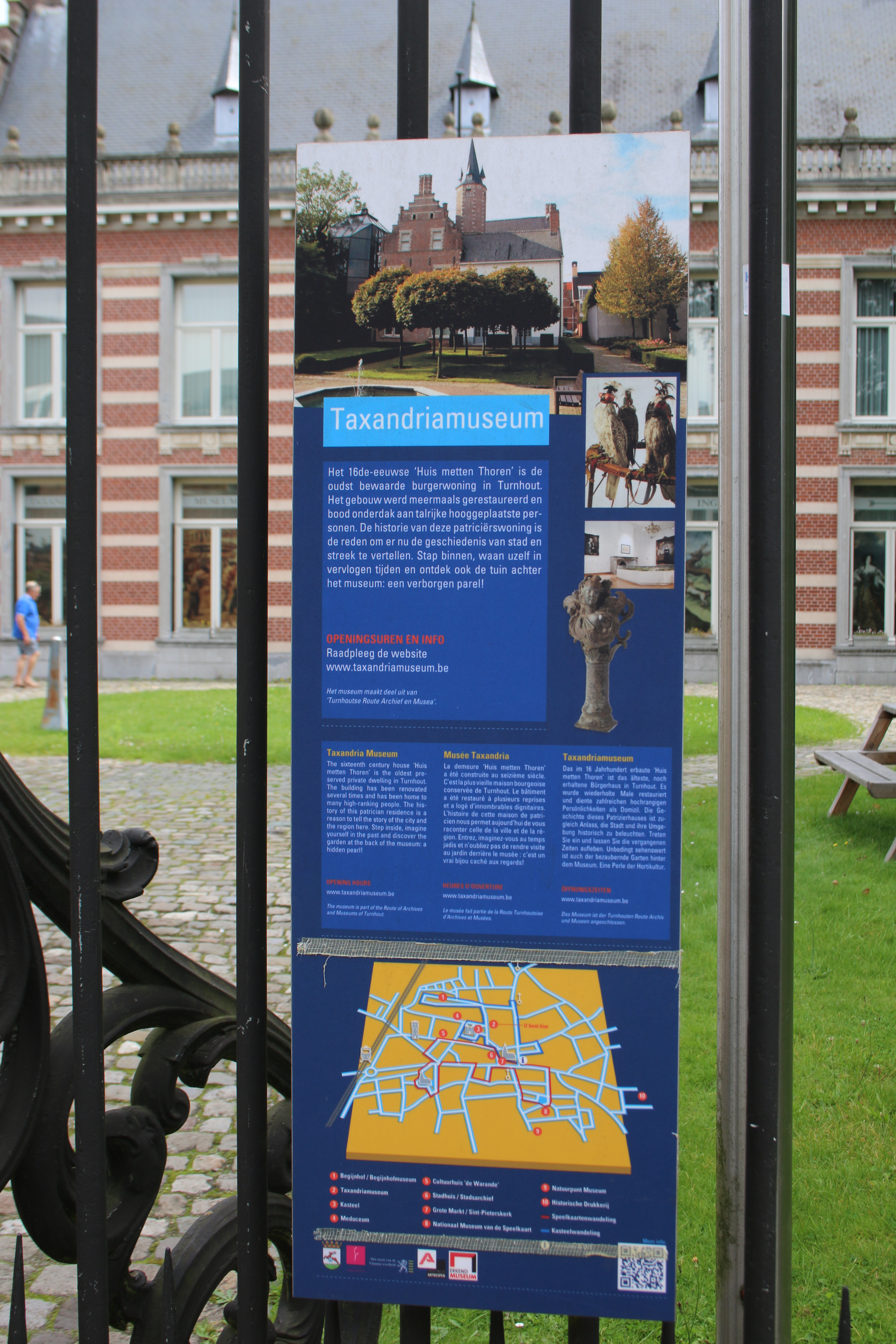
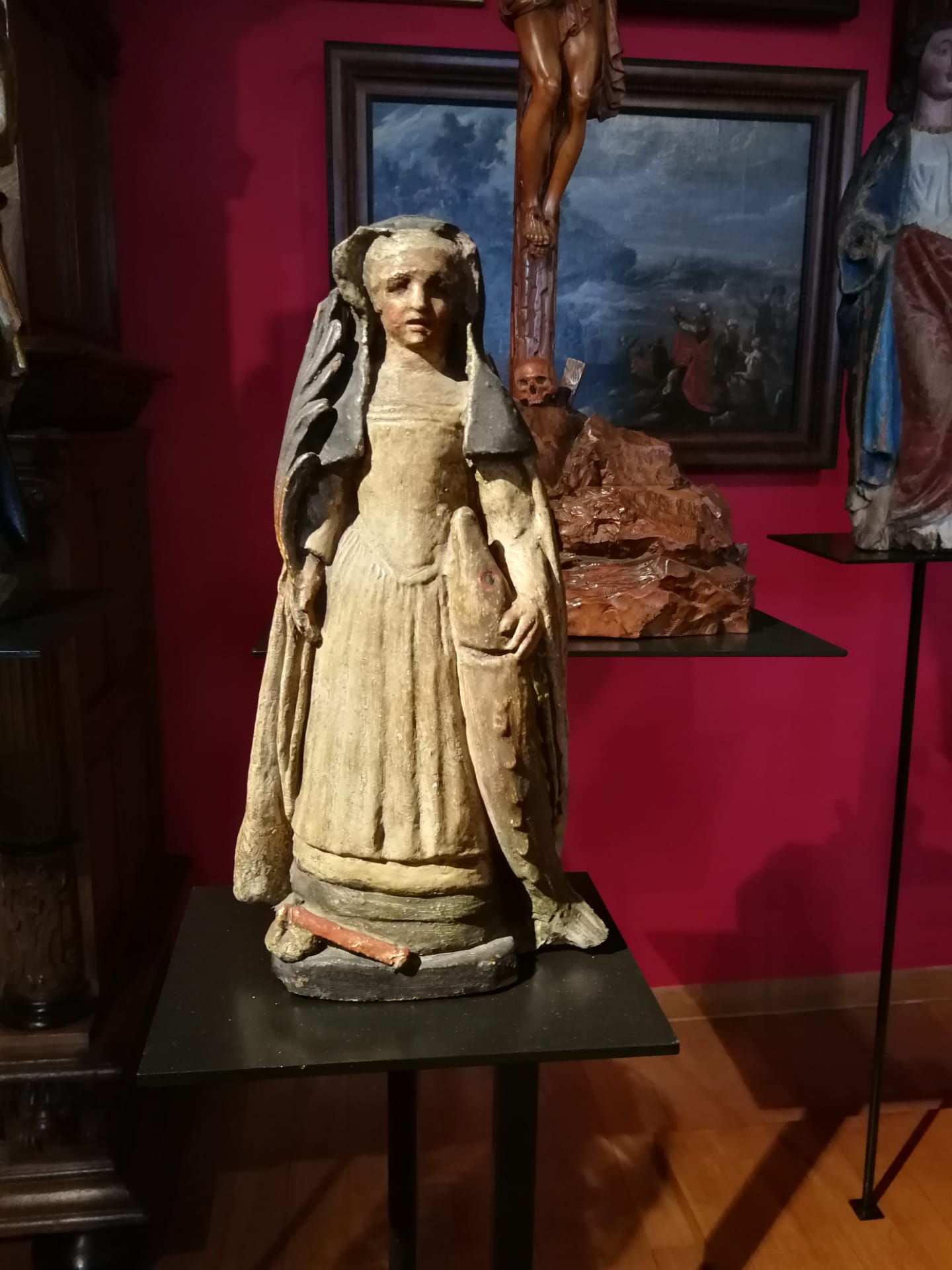